# Savarna baso
Savarna baso är en spindelart som först beskrevs av Roewer 1963.  Savarna baso ingår i släktet Savarna och familjen dallerspindlar. Inga underarter finns listade i Catalogue of Life.